# Задержи дыхание
«Задержи дыхание» (англ. Hold Your Breath) — психологический триллер режиссёров Кэрри Круз и Уилла Джойнса. Главные роли в фильме исполнили Сара Полсон и Аннэли Эшфорд.
Премьера фильма состоялась 12 сентября 2024 года на Международном кинофестивале в Торонто, а 3 октября 2024 года компания Searchlight Pictures выпустила его на сервисе Hulu.

## Сюжет
Действие фильма разворачивается в Оклахоме 1930-х годов. Молодая мать, которую преследует прошлое, убеждается, что таинственное присутствие пыльных бурь угрожает её семье, и принимает чрезвычайные меры для их защиты.

## В ролях
- Сара Полсон
- Аннали Эшфорд
- Эбон Мосс-Бакрак
- Билл Хек
- Амиа Миллер

## Производство
О начале работы над фильмом стало известно 22 июня 2020 года. Кэрри Круз и Уилл Джойнс стали сорежиссёрами психологического триллера, сценарий для фильма Круз написал в Sundance Institute Writer’s Lab, продюсерами выступили Аликс Мэдиган и Лукас Хоакин. Права на фильм должны были быть проданы на Каннском кинорынке. 29 октября 2020 года права на фильм приобрела компания Searchlight Pictures.
22 июня 2020 года на главную роль была приглашена Клэр Фой. В июле 2022 года роль в фильме получила Сара Полсон. К августу 2022 года к актёрскому составу присоединились Аннали Эшфорд и Эбон Мосс-Бакрак. К 1 сентября 2022 года к актёрскому составу присоединились Билл Хек и Амиа Миллер.
Съёмки начались 5 августа 2022 году в Нью-Мексико. В фильме было задействовано около 152 членов съёмочной группы из Нью-Мексико и 153 местных исполнителя второго плана. Среди мест съёмок — Стэнли, Санта-Фе и Галлистео.
Премьера фильма состоялась 12 сентября 2024 года на Международном кинофестивале в Торонто.